# Cherry Green (piosenkarka)
Cherry Green, często również Cherry Smith, właściwie Ermine Ortense Dempsey-Barker, z domu Bramwell (ur. 22 sierpnia 1943 w Kingston, zm. 24 września 2008 w West Palm Beach na Florydzie) – jamajska wokalistka, znana przede wszystkim jako jedna z szóstki współzałożycieli grupy muzycznej The Wailers.
Urodziła się i dorastała w Trenchtown, największych slumsach na przedmieściach stolicy Jamajki. Już jako nastolatka otrzymała ksywkę "Cherry", ze względu na jasną karnację, określaną w miejskim żargonie mianem "czerwonej". W wieku 18 lat zaczęła śpiewać, wspierając chórkami różne początkujące zespoły wokalne, ćwiczące pod okiem Joego Higgsa. Jedną z takich grup byli The Teenagers, w których skład wchodziła czwórka przyjaciół Cherry z sąsiedztwa: Bob Marley, Junior Braithwaite, Bunny Livingstone oraz Peter Tosh. Marley poszukiwał właśnie dziewczyn, które śpiewając chórki mogłyby nadać zespołowi brzmienie w klimacie nowoorleańskiego rhythm and bluesa. Jego wybór padł właśnie na Cherry, która wkrótce dołączyła do grupy. Pozostali członkowie formacji nazywali ją Cherry Green, nieświadomi, że nie jest to jej prawdziwe nazwisko, a jej brata przyrodniego, Carltona Greena (nie wiadomo natomiast, dlaczego czasami zwracano się też do niej Cherry Smith).
Grupa, która w międzyczasie zmieniła nazwę na The Wailers, szybko zdobytą popularność zawdzięczała debiutanckiemu singlowi pt. "Simmer Down". Ze względu na brak czasu, Cherry nie mogła zjawić się na pierwszej sesji nagraniowej zespołu w Studio One, podczas której zarejestrowany został m.in. właśnie ten przebój; zastąpiła ją jej koleżanka, Beverley Kelso, która od tej pory również została członkiem grupy. Praca w ciągu dnia i mała córeczka, którą musiała się opiekować, nie pozwalały Cherry uczestniczyć na bieżąco w aktywności formacji, lecz mimo to udzielała się w chórkach w miarę możliwości. Najbardziej znane utwory Wailersów, na których można usłyszeć jej głos, to m.in. "Let The Lord Be Seen In You", "Lonesome Feeling", "Maga Dog", "There She Goes", "What's New Pussycat". Ostatecznie z powodu natłoku obowiązków opuściła zespół na początku 1966 roku, mniej więcej w tym samym czasie co Marley, który wyleciał z Jamajki na kilka miesięcy.
W roku 1969 wyemigrowała do Stanów Zjednoczonych w poszukiwaniu pracy. Mieszkała kolejno w Miami, Nowym Jorku i Los Angeles, pracując jako pielęgniarka. W maju 1976 roku w Santa Monica Civic Centre w Los Angeles po raz pierwszy od czasu opuszczenie zespołu spotkała Marleya, który będąc już wówczas światowego formatu gwiazdą muzyki reggae, występował tam w ramach trasy koncertowej Rastaman Vibration Tour. Po przejściu na emeryturę zamieszkała w West Palm Beach na Florydzie, gdzie poznała swojego drugiego męża, Thomasa Barkera (wzięli ślub w roku 2005). Zmarła 24 września 2008 roku na niewydolność serca. Pozostawiła męża, córkę Audrey oraz wnuczkę Stephanie.